# 元朗襲擊事件一週年
元朗襲擊事件一週年為香港市民發起在2020年7月21日舉行的活動，發生於2019年7月21日在元朗發生的襲擊事件一年後。警方在元朗一帶部署了近千名防暴警察，下午已經有大批警車已停泊在元朗街道。其中裝甲車、水砲車於元朗大球場附近戒備，與一年前的7月21日「無警時分」，形成強烈對比。到傍晚在YOHO MALL發生多次警民衝突，最終票控159人違反「限聚令」，並拘捕7人。事件被部分媒体形容为「放生兇徒」，而警方大規模截查和票控記者，業界批評此举打壓採訪自由。

## 過程

### 職工盟派防疫物品

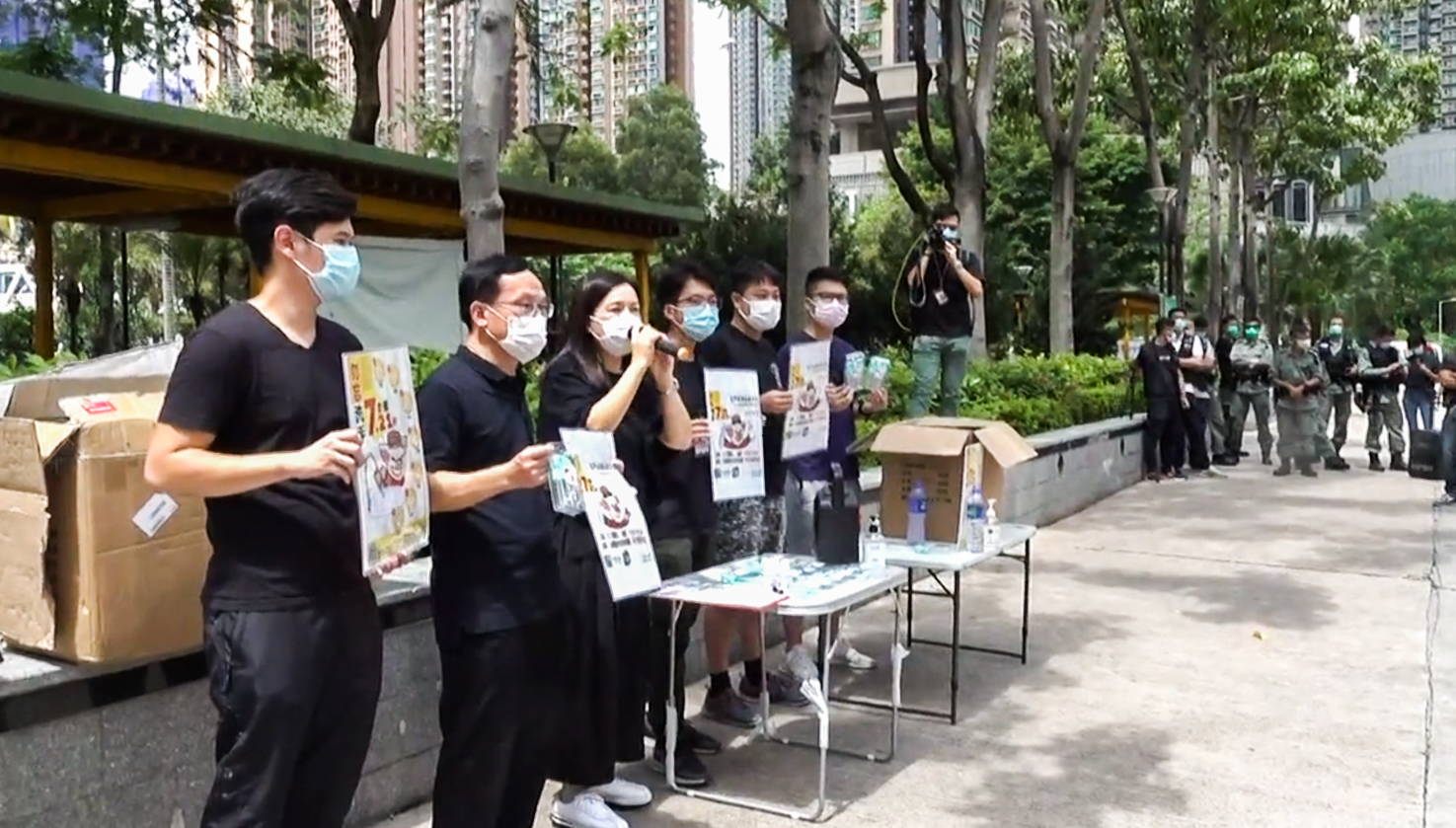
職工盟在鳳攸北街派發防疫用品

下午2時許，職工盟聯同元朗區議員麥業成在元朗鳳攸北街派發防疫物品，其間逾20名警員包圍和拍攝街站，職工盟主席吳敏兒嘲諷與去年的「無警時分」形成極大對比，「當市民最需要警察嘅時候，去咗邊？」。而成員呼籲市民謹記「洗手7.21」步驟，指「每個星期7日都要洗手，每次洗手至少21秒」。同時謹記不要胡亂與人握手，以保障個人衛生。

### 民主黨在元朗站開記招被警方發限聚令告票

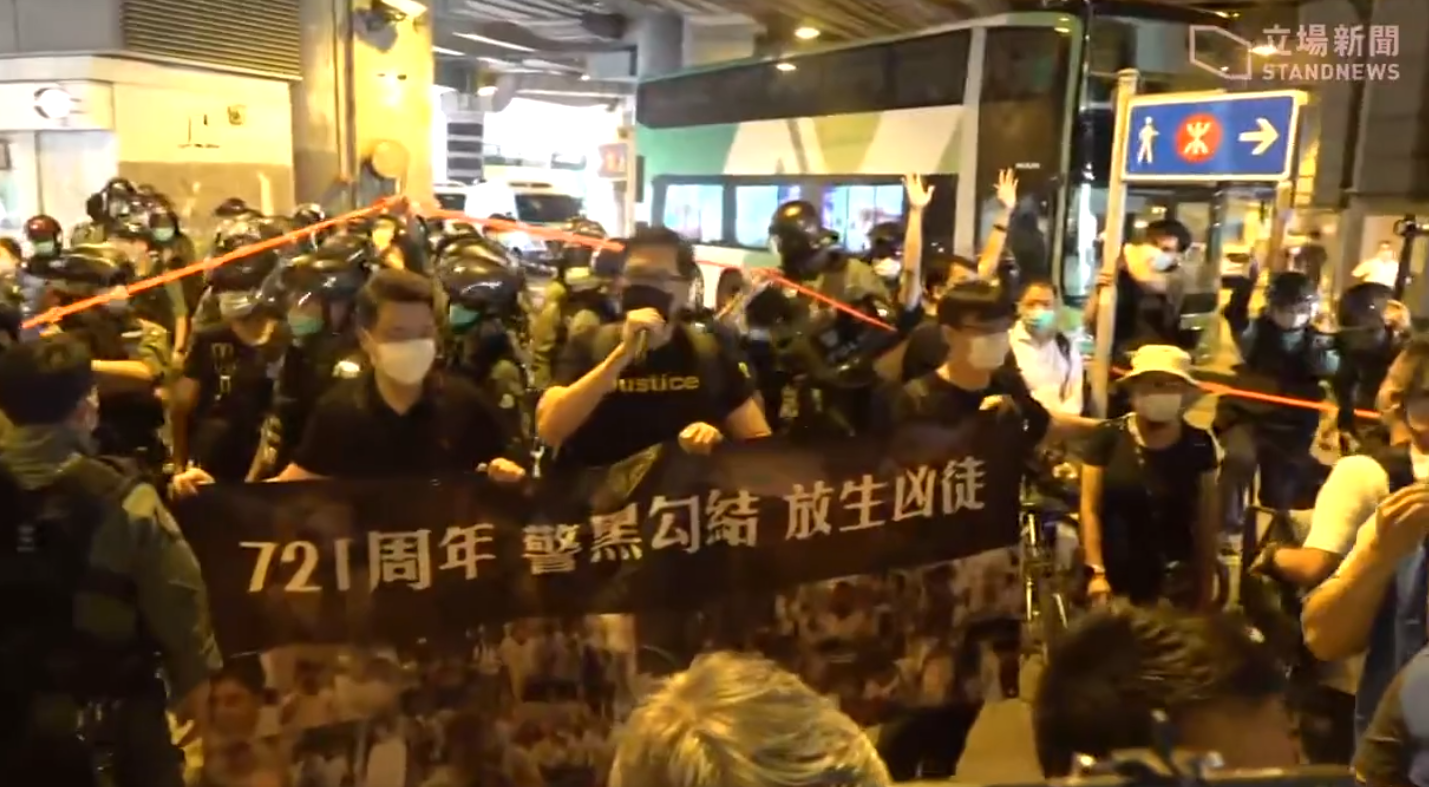
民主黨記者會被防暴警員包圍

下午4時，民主黨立法會議員林卓廷及尹兆堅連同當日兩名傷者，在元朗站地面召開記者會，同時公開85名去年參與襲擊但未被拘捕疑兇大頭照。不過4人拉起「警黑勾結，放生兇徒」的橫額，記者會未開始瞬即被大批防暴警包圍。林卓廷、尹兆堅等人被警員截查逾15分鐘，有警員警告林卓廷「唔好帶頭犯法，唔好阻差辦公」。最後林卓廷、民主黨主席胡志偉、尹兆堅、中常委莊榮輝，同行職員以及兩名在721事件傷者共8人被票控。林卓廷獲放行後，斥去年721有今日警力十分一，事件就不會發生，譴責警方濫用限聚令打壓市民的和平記者會，行為可恥；其後林卓廷在Facebook公開85名721事件白衣人疑犯的截圖。

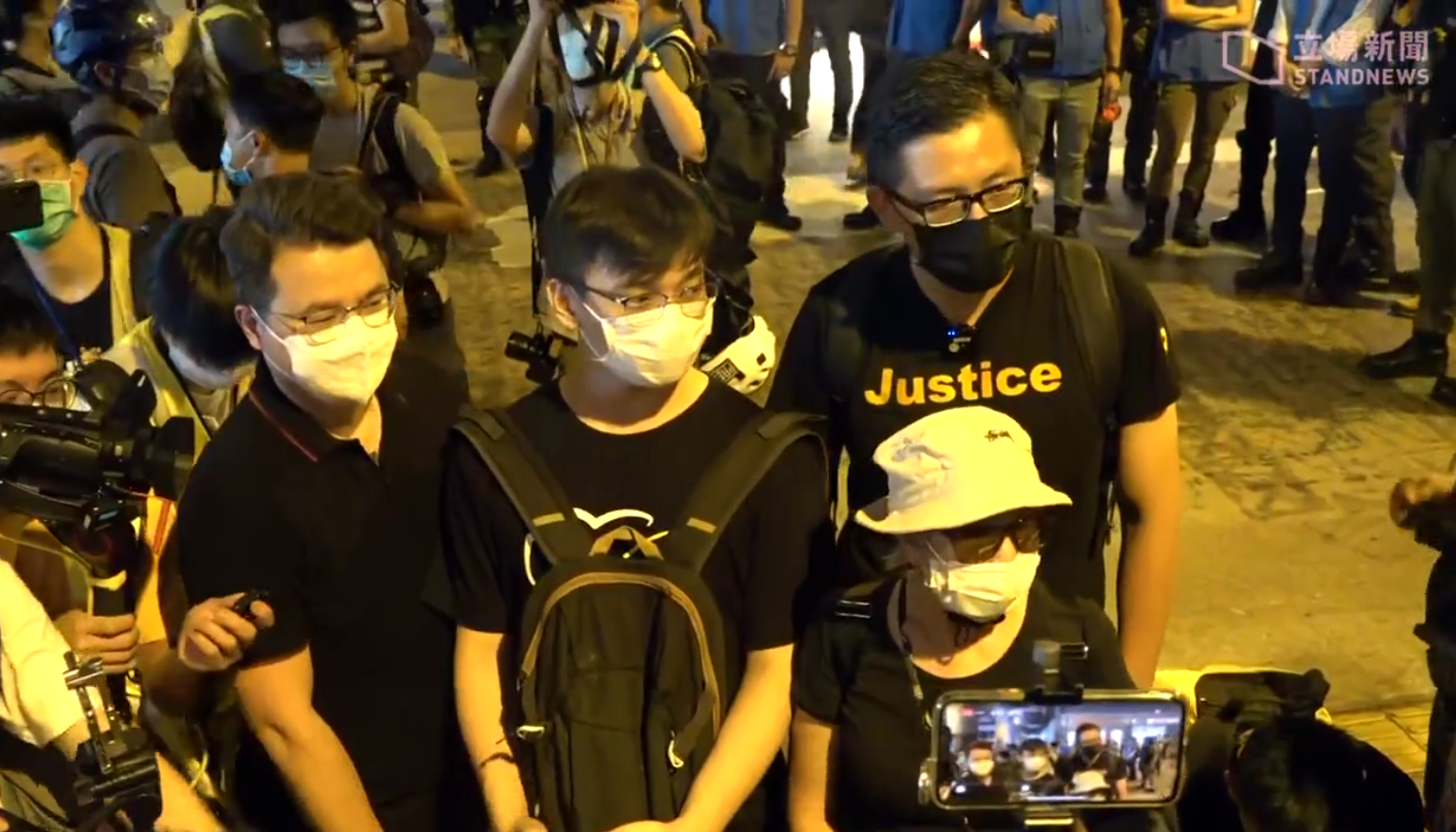
被襲擊的廚師蘇先生和林婆婆見記者
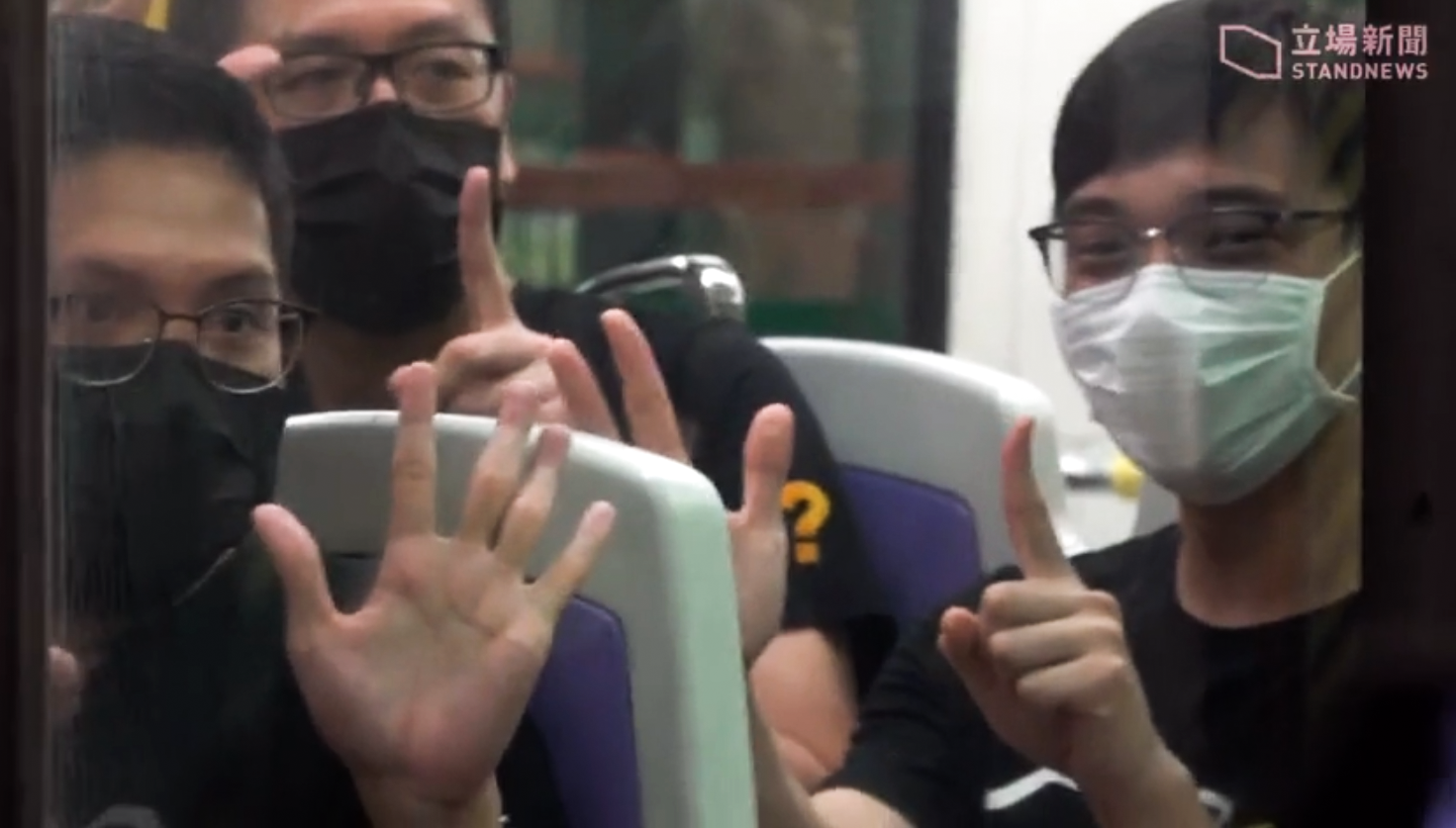
民主黨林卓廷（中）和被襲擊的廚師蘇先生在輕鐵車廂內舉起五一手勢
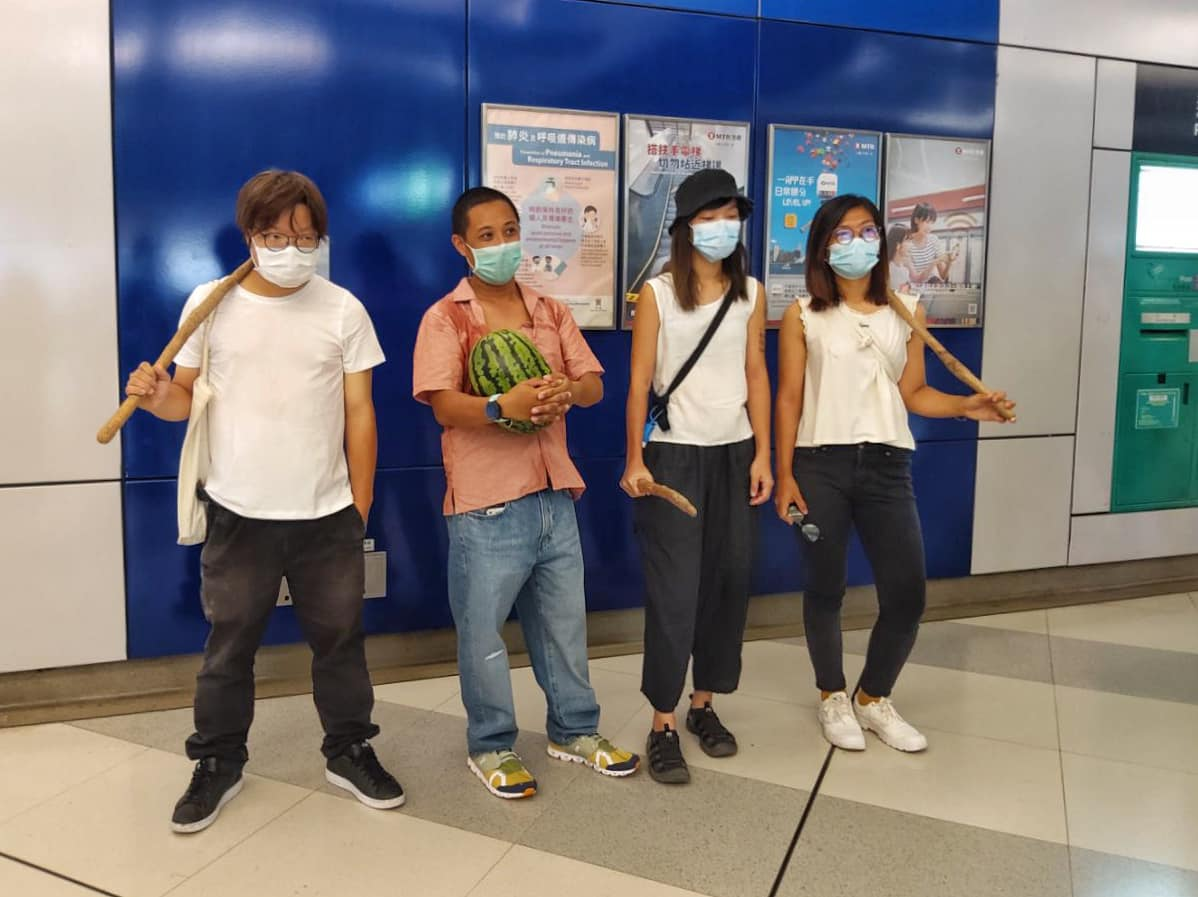
區議員區國權（左）和市民在元朗站大堂扮演7.21有份持武器向市民和農場負責人陳志祥

### 防暴警員衝入商場清場和截查多人

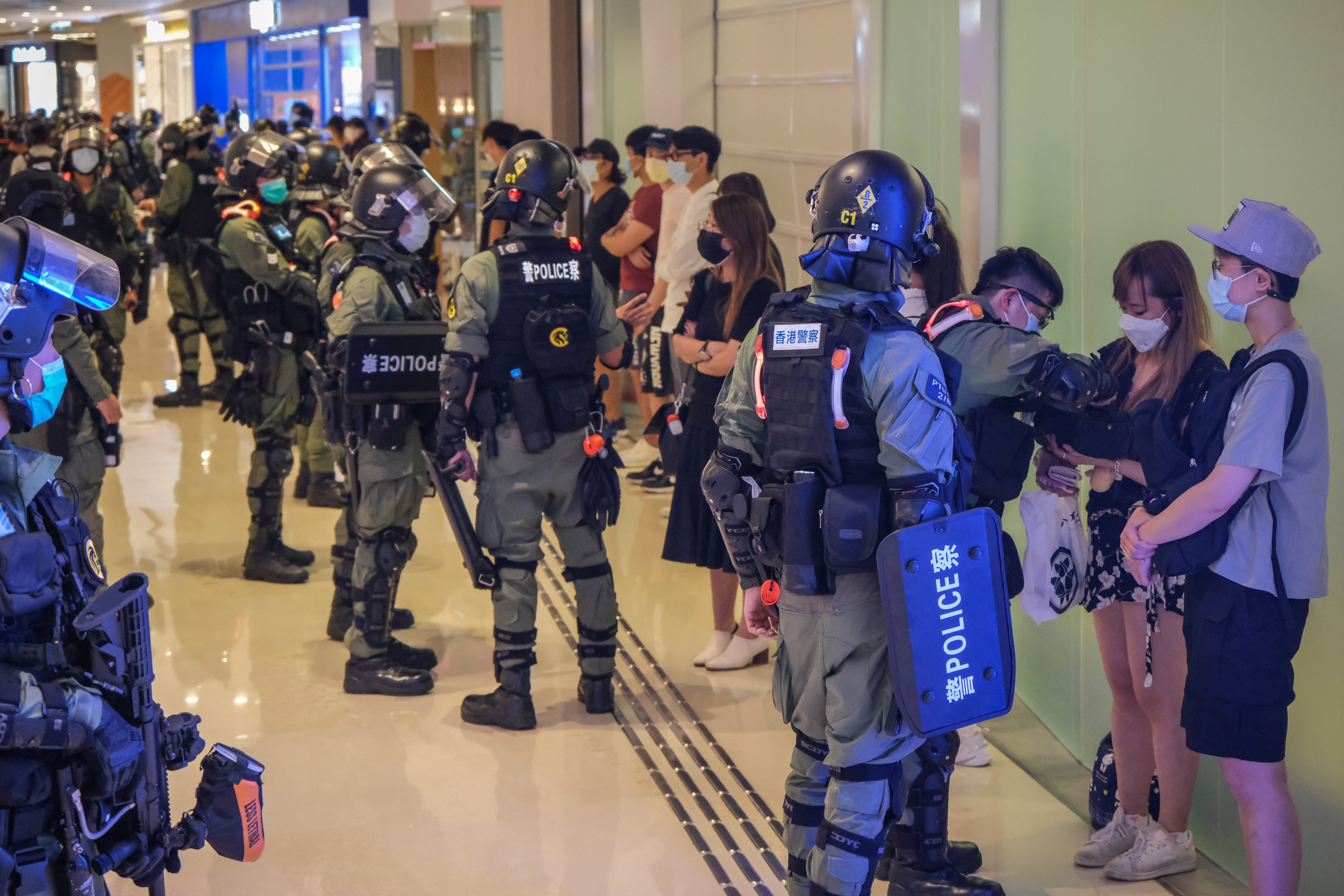
防暴警員在商場內截查市民

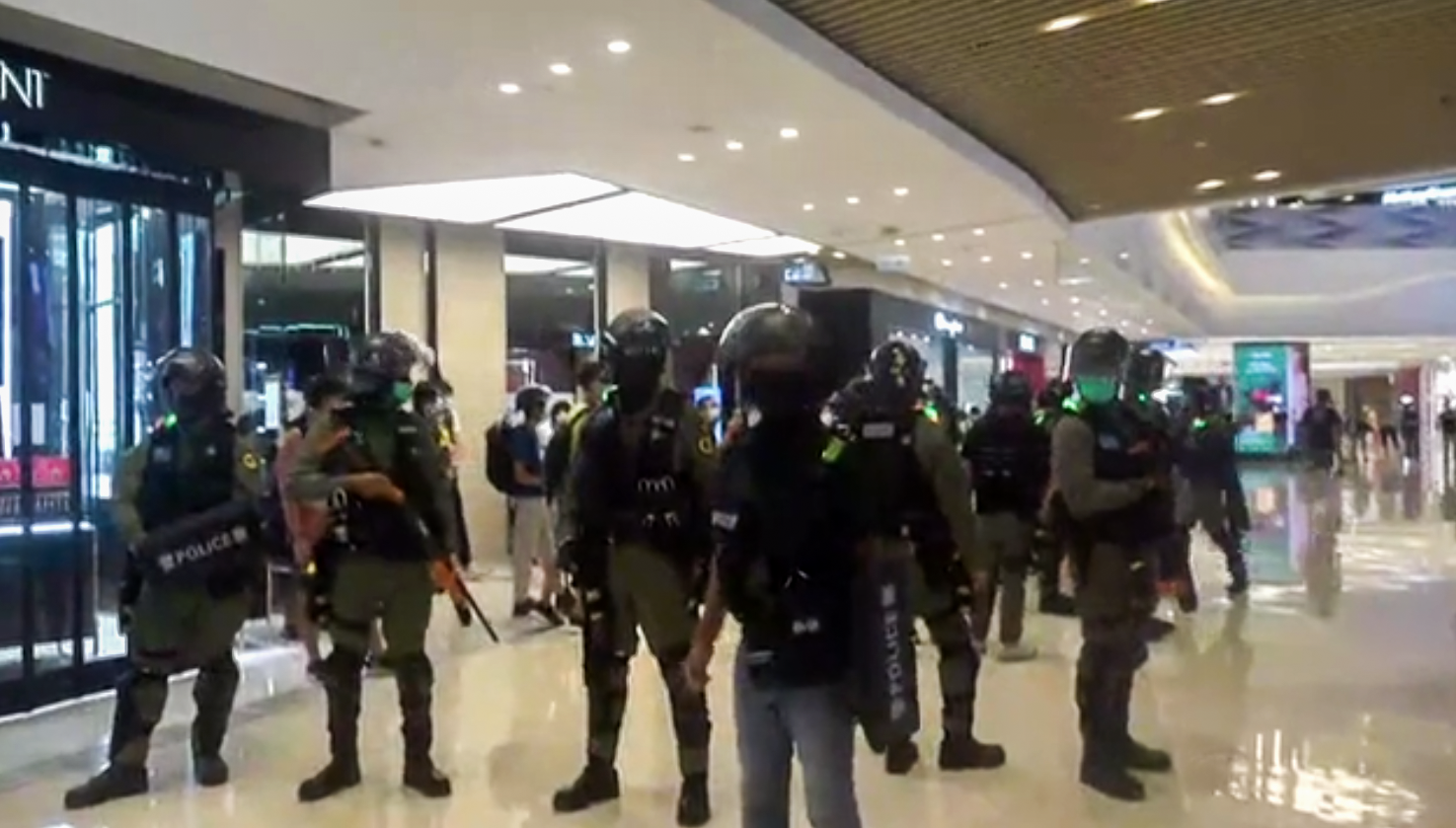
防暴警員包圍大批記者，無法離開進行採訪

傍晚6時，市民開始在形點商場內聚集並叫口號，大批防暴警同樣提早到場並以限聚令驅散，在多處截查數十名年輕人再發限聚令告票，一名手持「追究7.21警黑勾結」標語男子，被大批警員包圍後拘捕。在埸有一名男子穿粉紅裇衫手持西瓜到元朗形點商場，被警員捉到一邊截查。這名男子打扮極似被指7.21有份持武器向市民及記者施襲而被影片記錄的農場負責人陳志祥。這名男子沒有承認自己是cosplay，只稱元朗「盛產農作物，個個都係農夫」，今日來交收農作物。而炎熱天氣下「個個都好㷫，今日特別㷫」。
在場近百名記者同樣受警方阻撓採訪，除被查看記者證，更被無理搜身，又要除口罩拍攝容貌，部份網媒及學生記者被警方發限聚令告票。議員亦遭警方打壓，葵青區議會議員周偉雄因舉起「光復香港」紙牌，遭近80名警員包圍，指他違反國安法並拘捕。
晚上8時許，一批警員再次進入商場內包圍市民及大批記者，民主黨立法會議員許智峯在場呼籲警方冷靜，最終也被警察以他「阻差辦工」為由拉入封鎖線，更一度倒地，防暴警警告「佢插水，但唔好整傷我啲兄弟！」，之後他立即起身，否則屬阻差辦工，更揚言「唔好同警察鬥」，許最後被鎖上手銬押走，到凌晨獲無條件釋放，他批評警方濫捕，表明會保留對涉事警員私人檢控的權利。
而部分市民轉移到近ZARA的位置舉行活動，地面擺放了與721事件相關的文宣。而空置的商店外貼上關於721事件的文宣。當防暴警察準備離開時，不少市民已經離開。

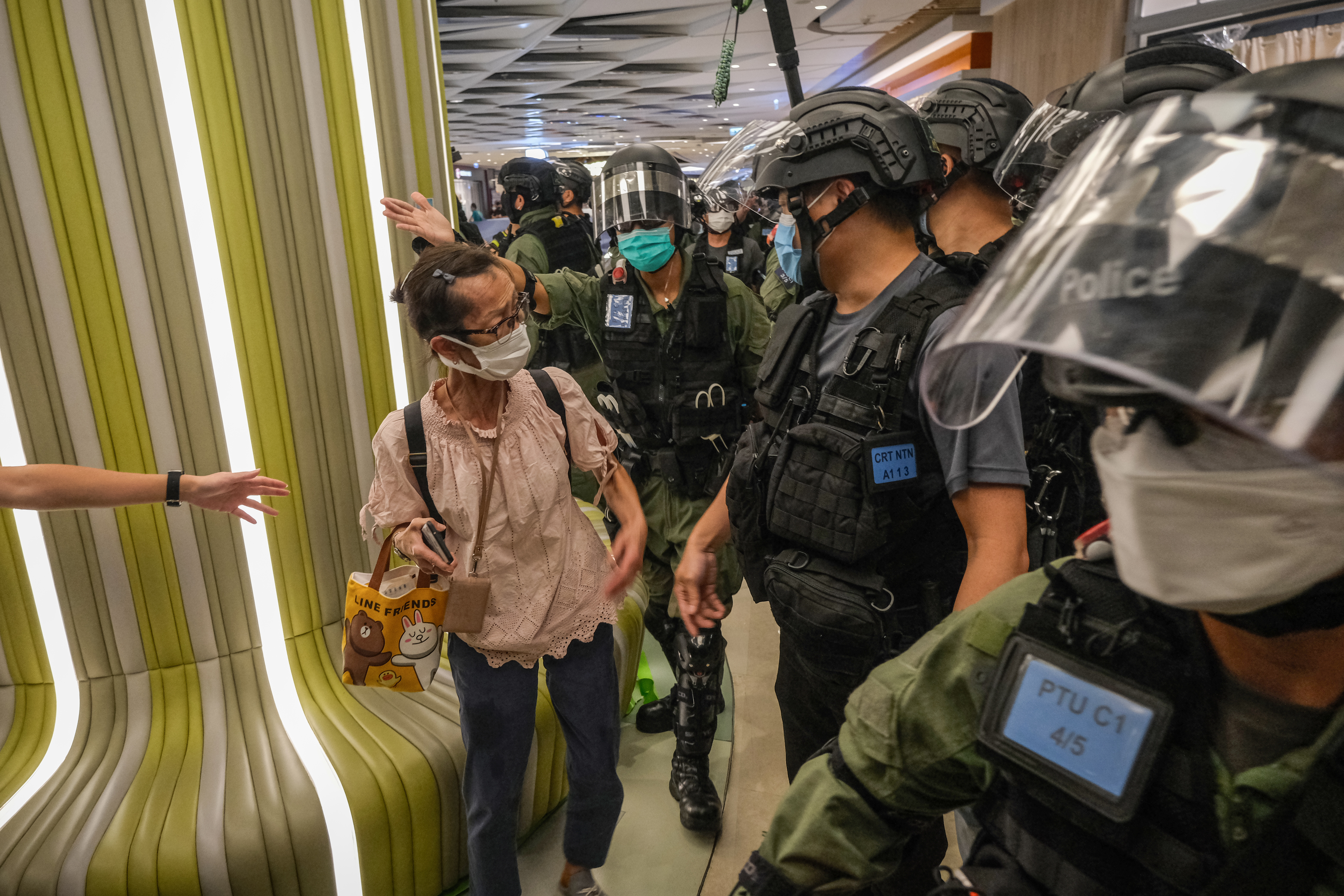
警員在2樓要求休息的市民離開
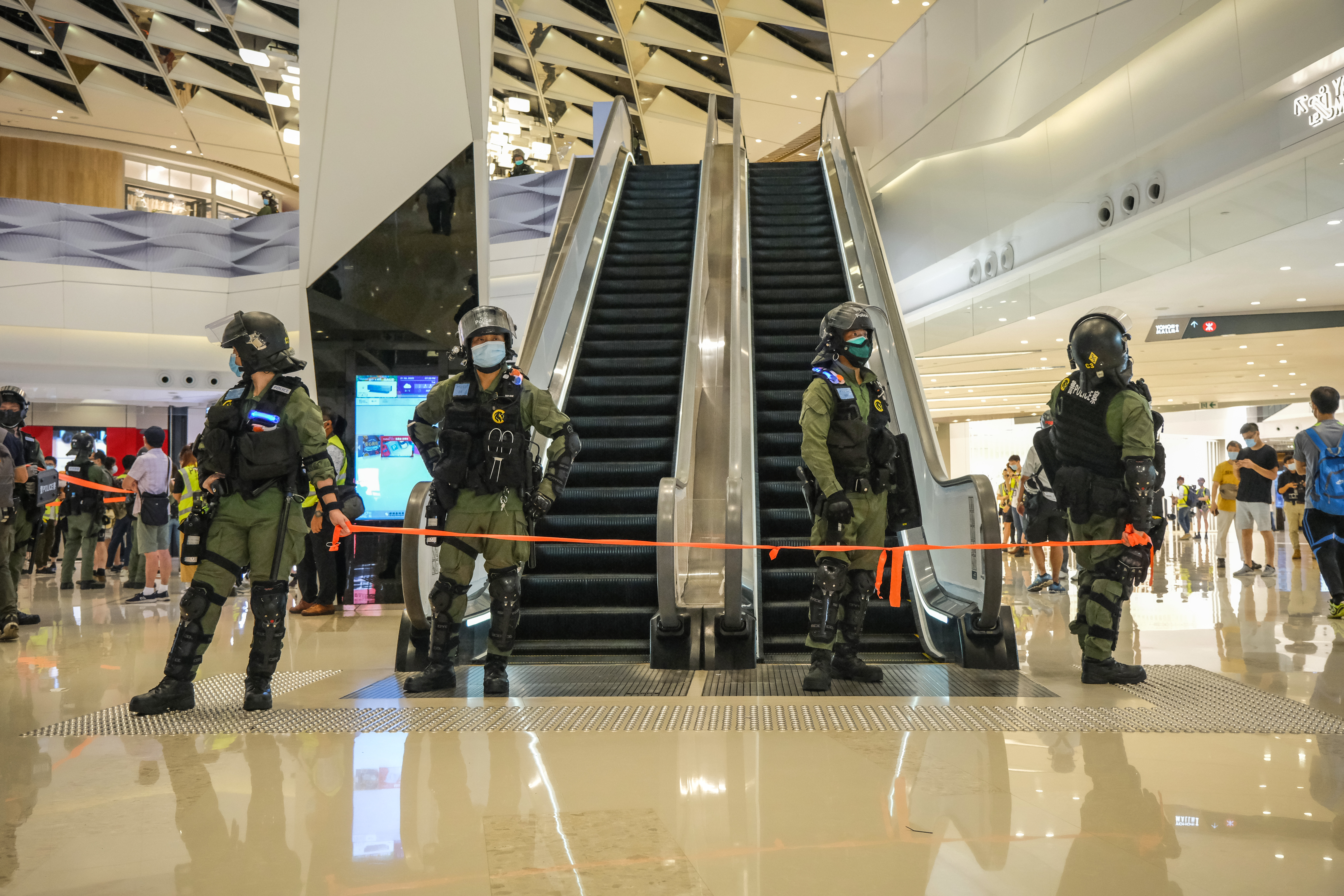
警員一度封閉往2樓的扶手電梯
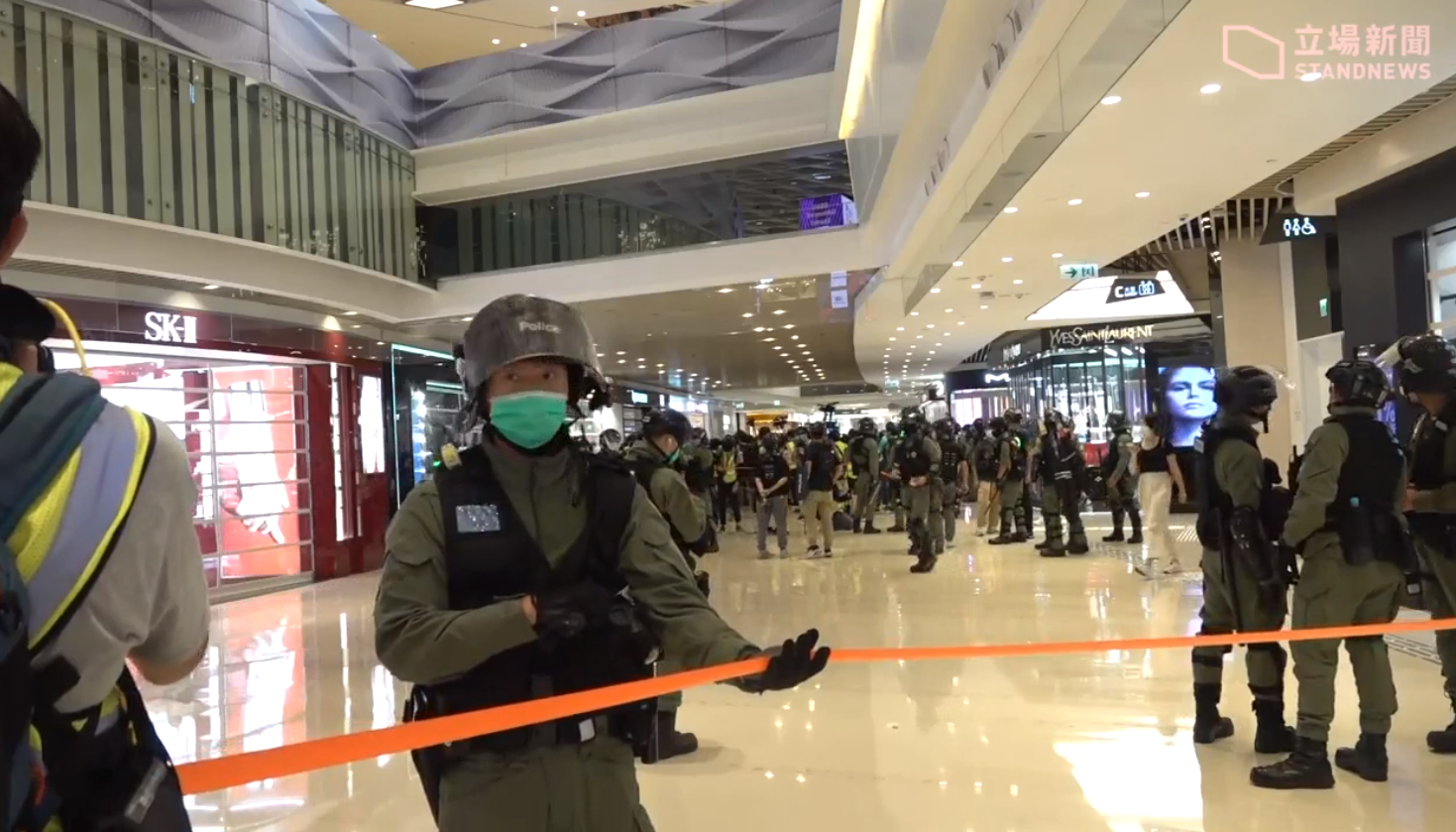
警員在1樓通道拉起橙色膠帶封鎖，記者不能前往其他地方採訪
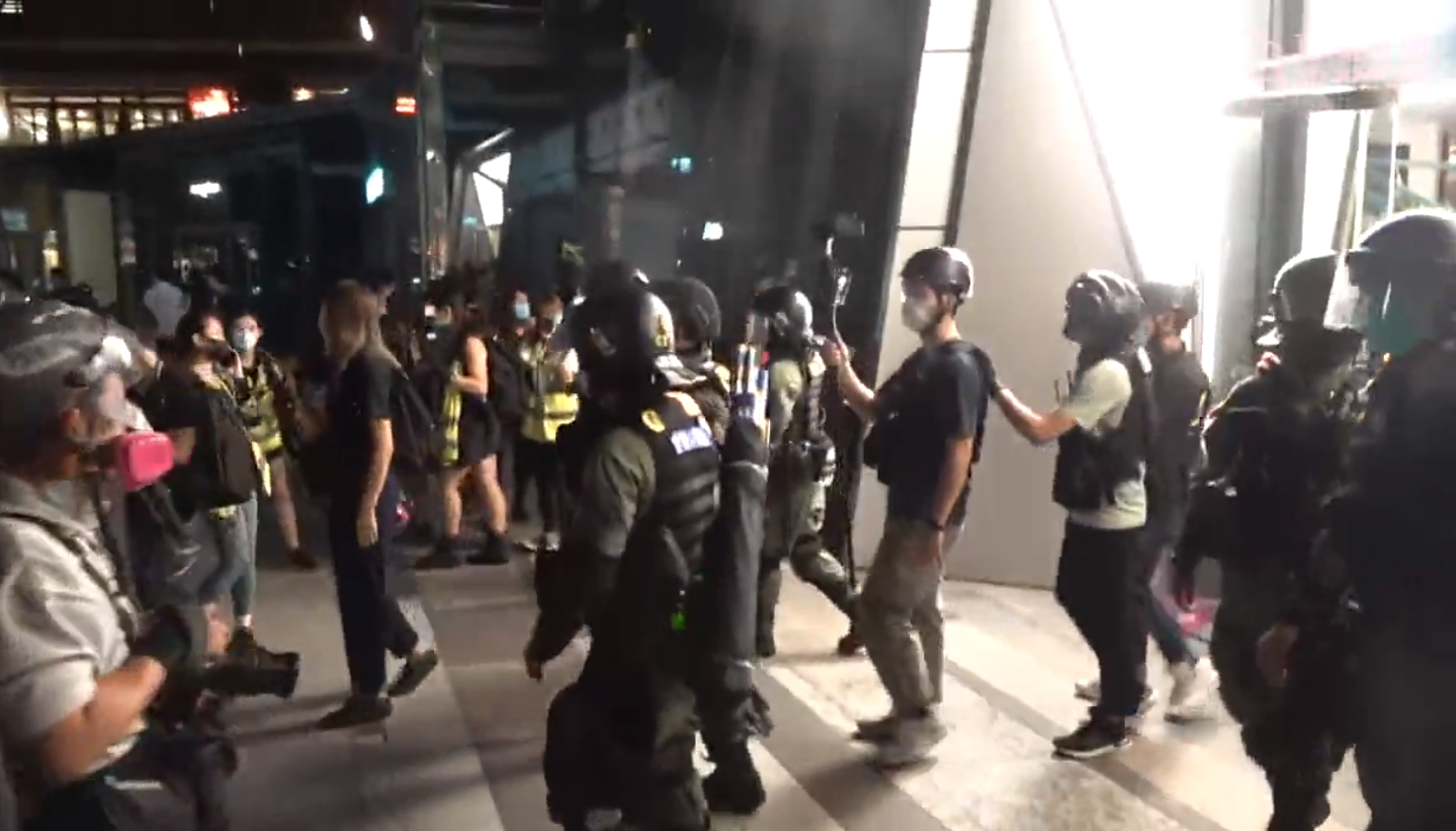
防暴警員進行清場時，將記者和市民趕走到戶外花園
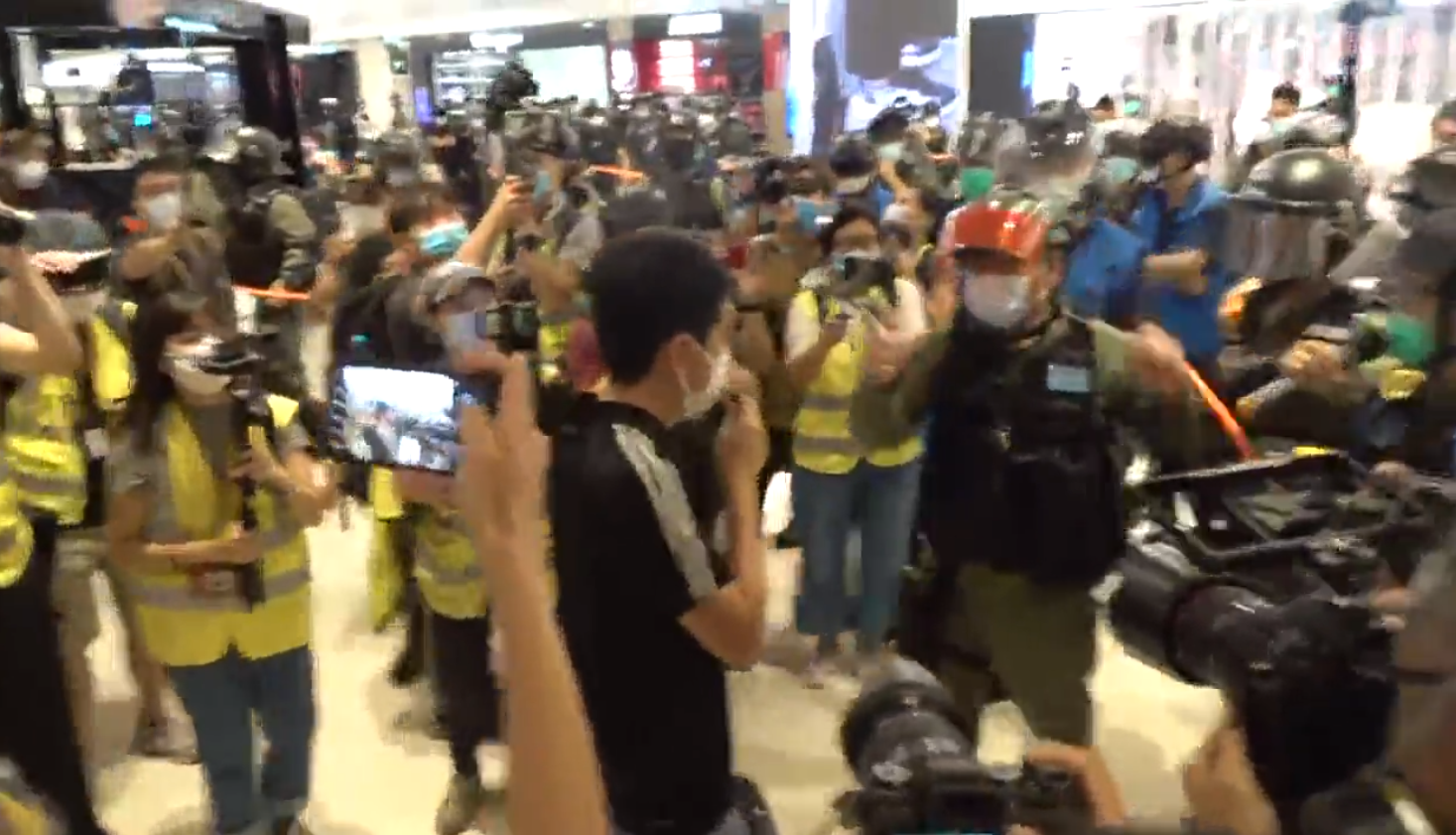
晚上8時許，民主黨立法會許智峯在場呼籲防暴警員冷靜期間，被他們以他「阻差辦工」為由拉入封鎖線
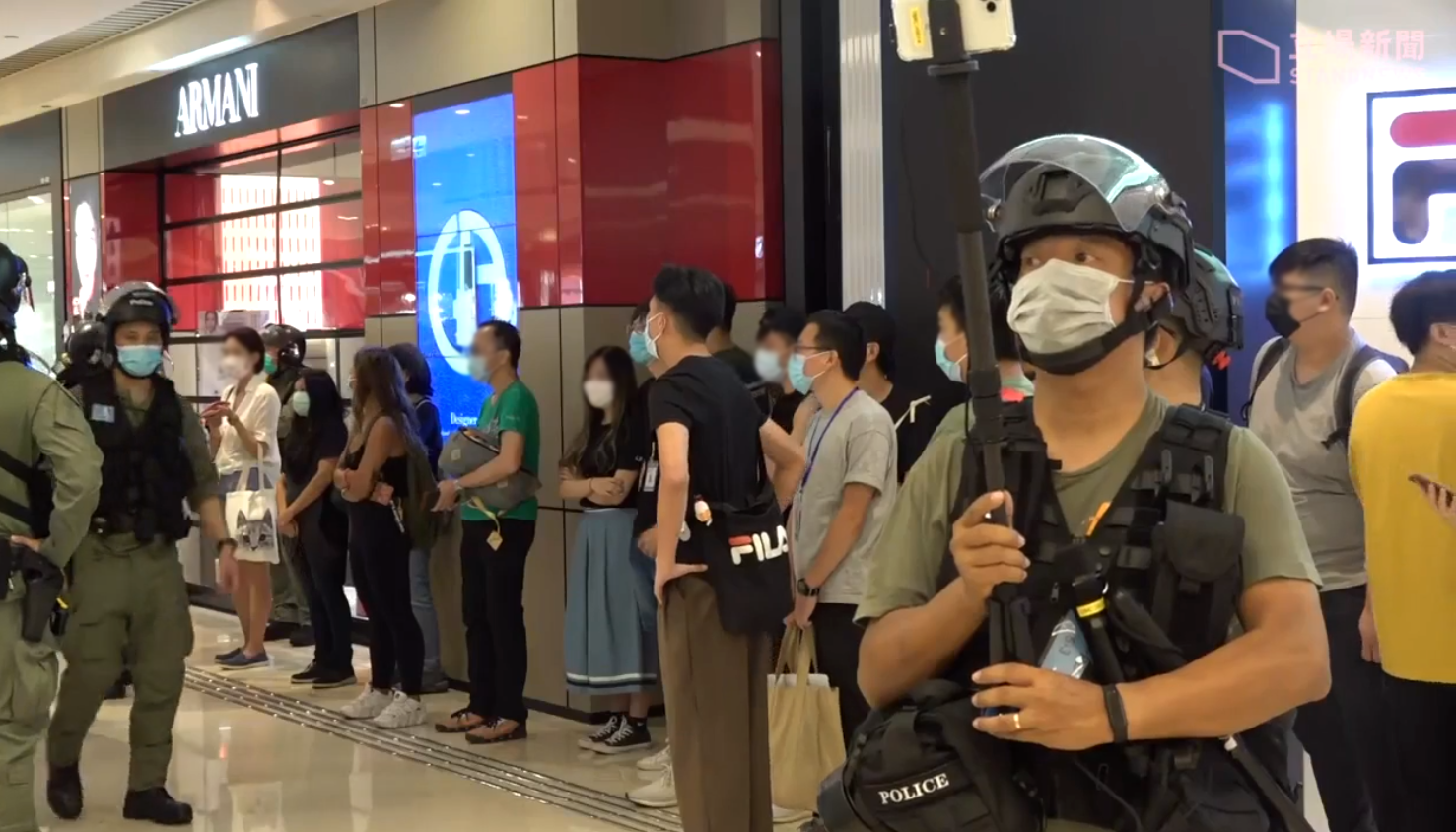
多名區議員和市民被截查，之後警員票控他們違反「限聚令」
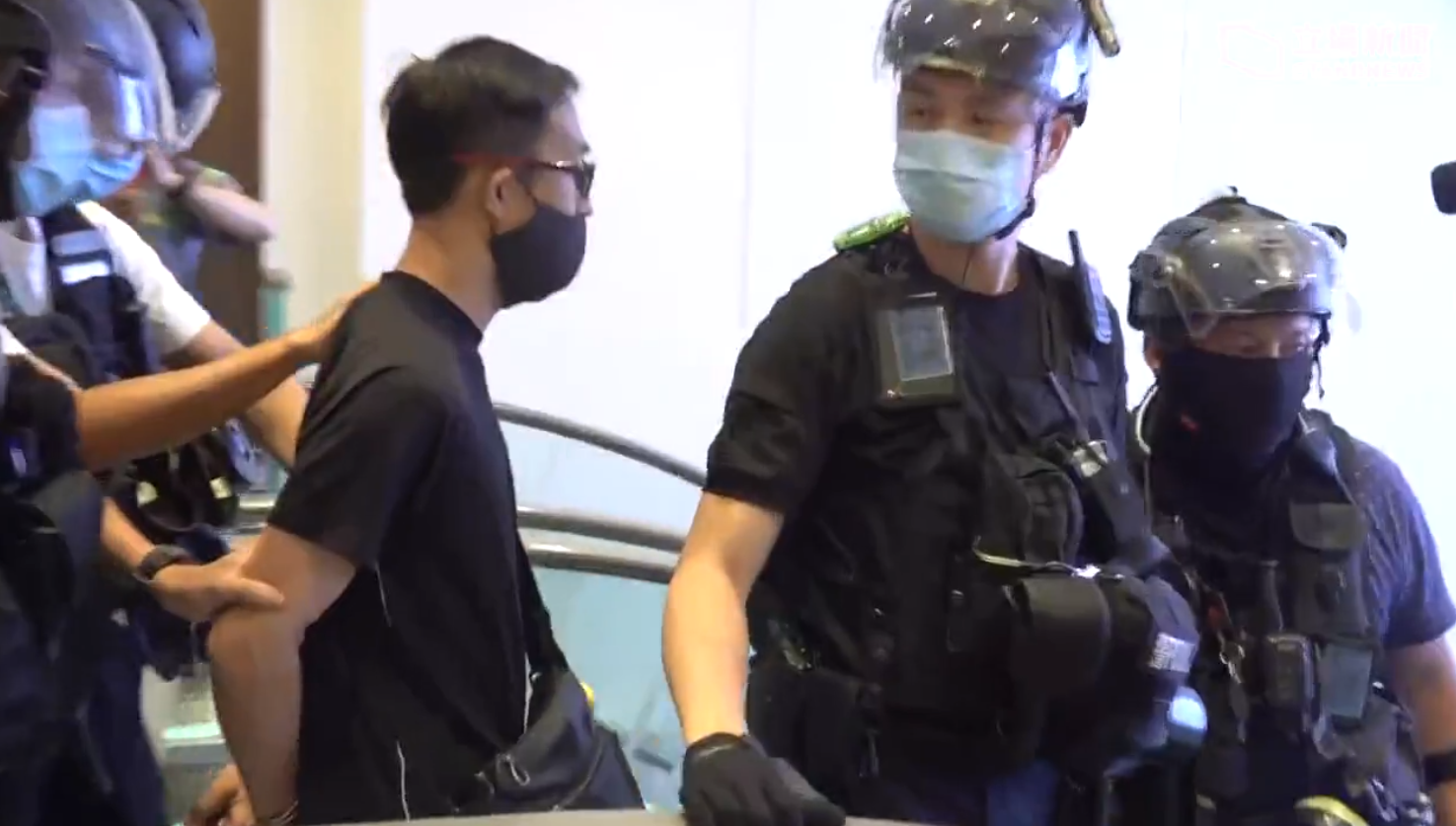
葵青區議會議員周偉雄因舉起「光復香港」紙牌，違反國安法並拘捕
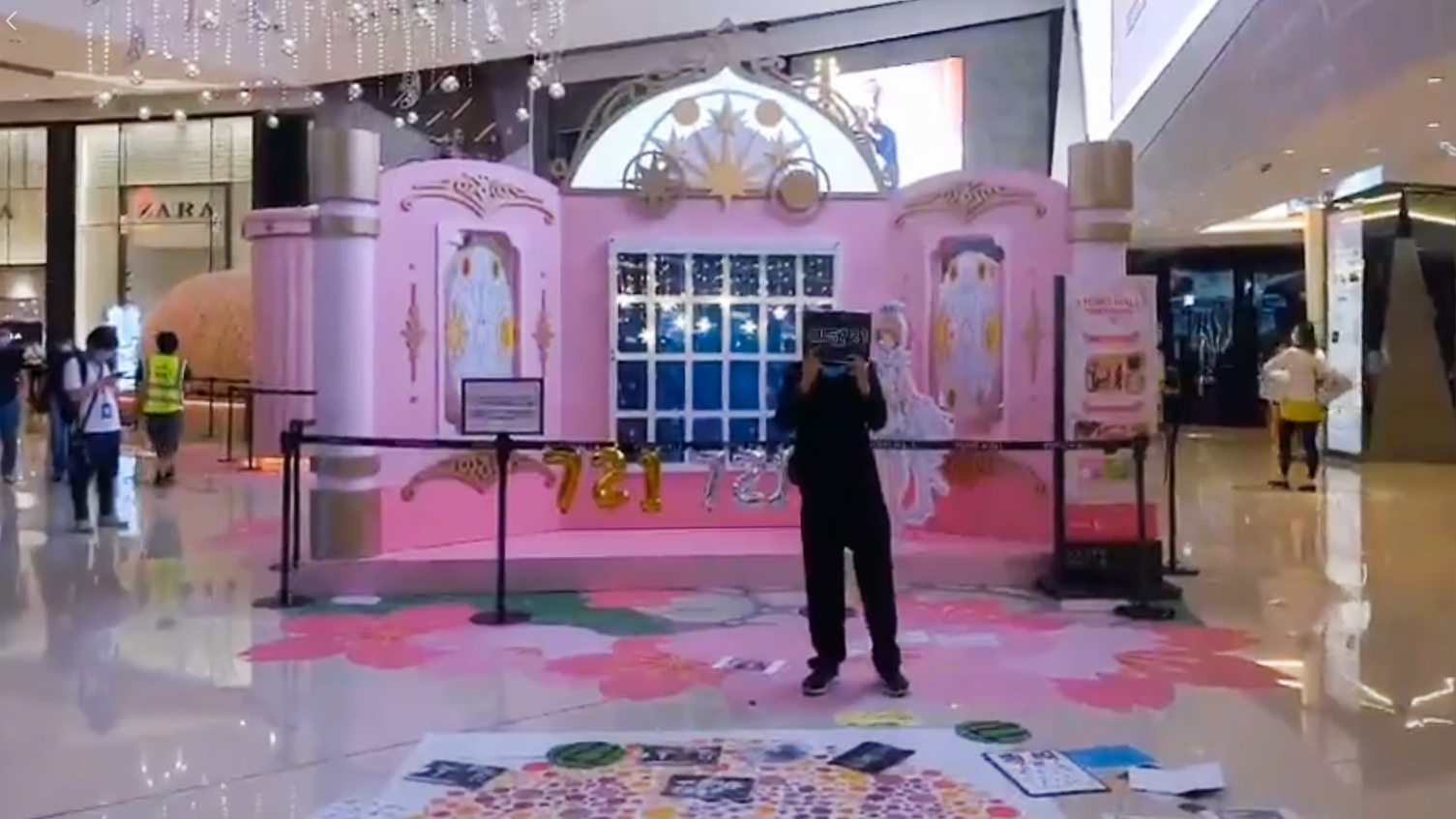
有人在中庭的展覽場地擺放與721事件相關的文宣

### 鳳攸北街巡邏

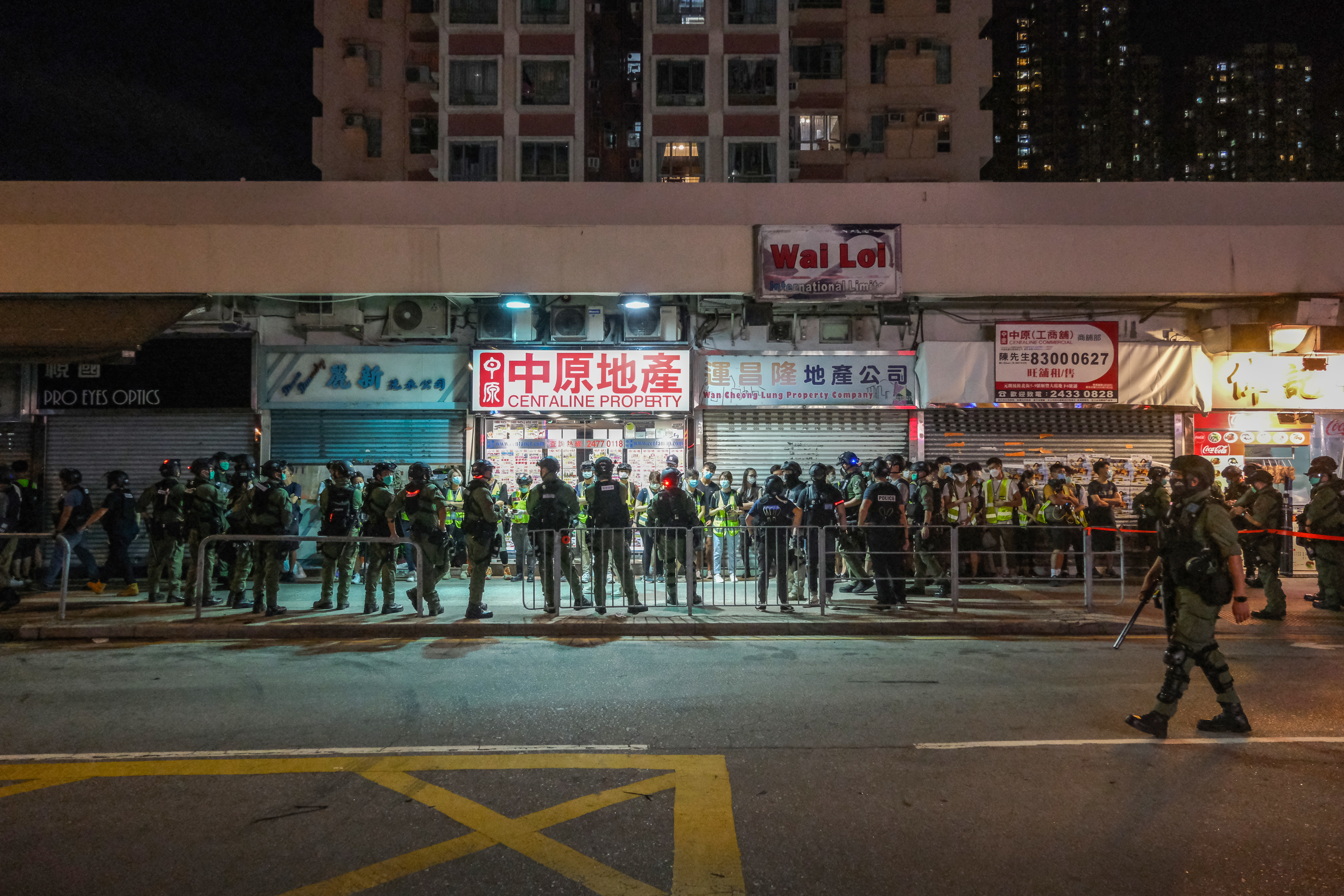
晚上11時許，30多名記者在鳳攸北街一帶被警員截查

晚上9時許，大批防暴警在商場附近的鳳攸北街一帶巡邏，其中在鳳攸北街休憩處有十多人被截查。當市民叫口號後，速龍小隊及防暴上前追趕。一名男子跌地膝頭擦傷後被警方鎖上索帶帶走。而順豐大廈單位及平台叫「死黑警」等口號後，警員隨即向平台位置發射最少2發胡椒球彈，並用強光電筒照向大廈單位和平台，引起居民不滿。到晚上9時半，防暴警在鳳攸北街舉起藍旗，之後大規模截查記者並關掉攝錄機。有記者出示記協證件才能獲得優先放行，而鳳琴街有身穿反光衣人士截查後被帶走。
有被截查的記者表示警方要求他們在攝影機前舉起記者證或身份證，及讀出自己姓名。其中網媒「知線新聞」的兩名記者票控違反限聚令後接受記者訪問，被警方問「張記者証幾多錢」和並非政府新聞處註冊媒體。

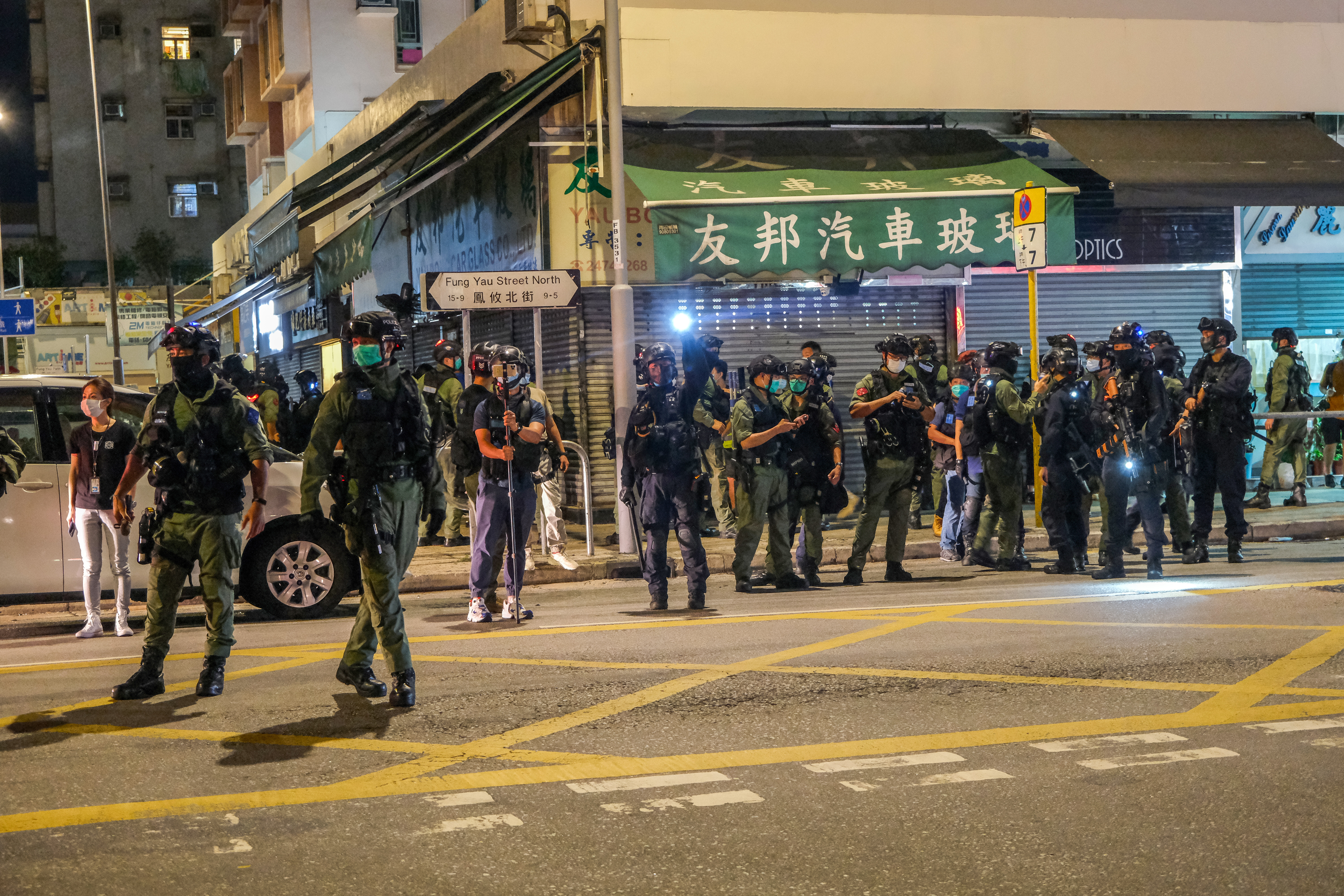
大量防暴警員在鳳攸北街一帶
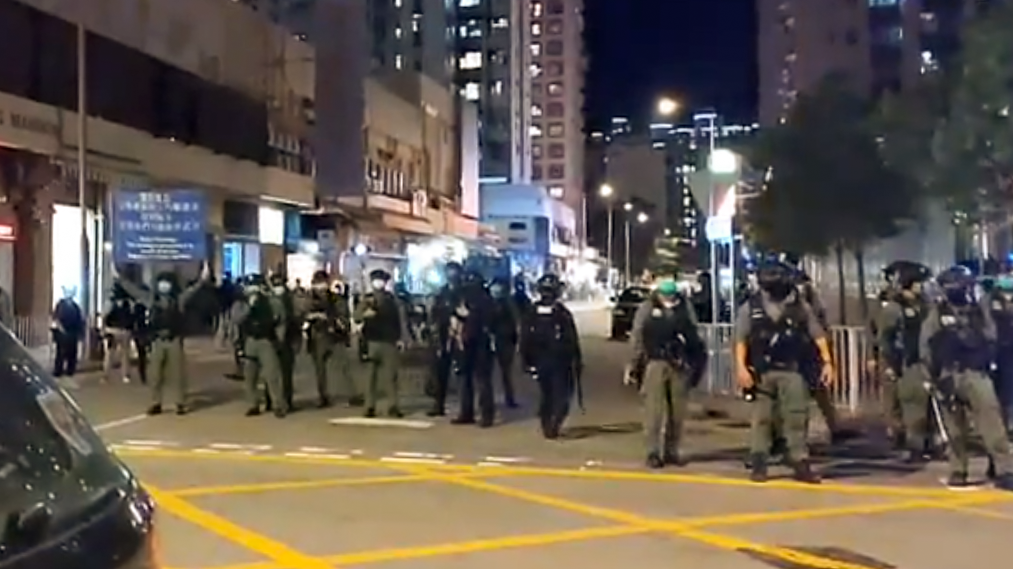
防暴警在鳯琴街舉起藍旗
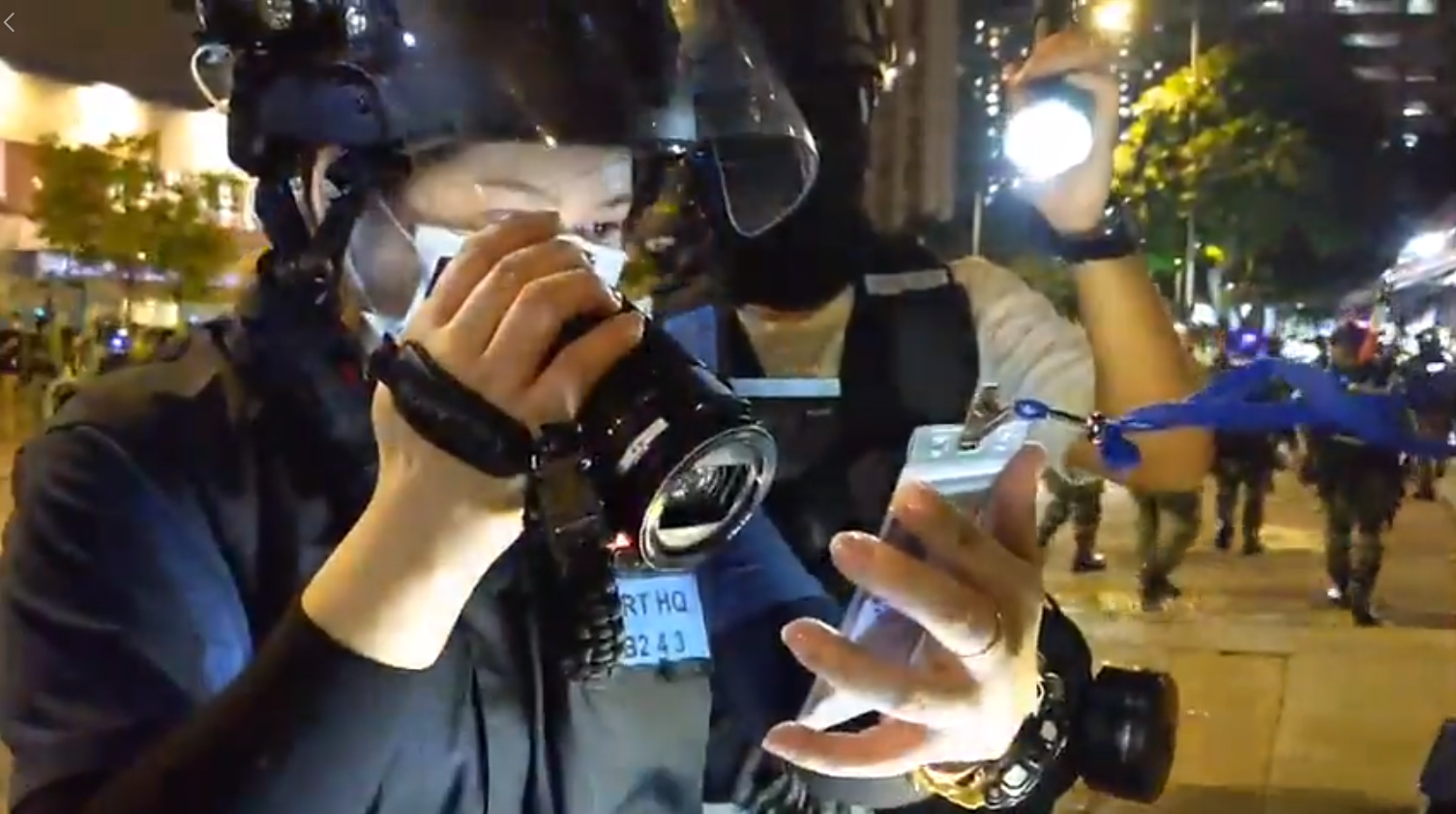
警員逐一檢查記者身份
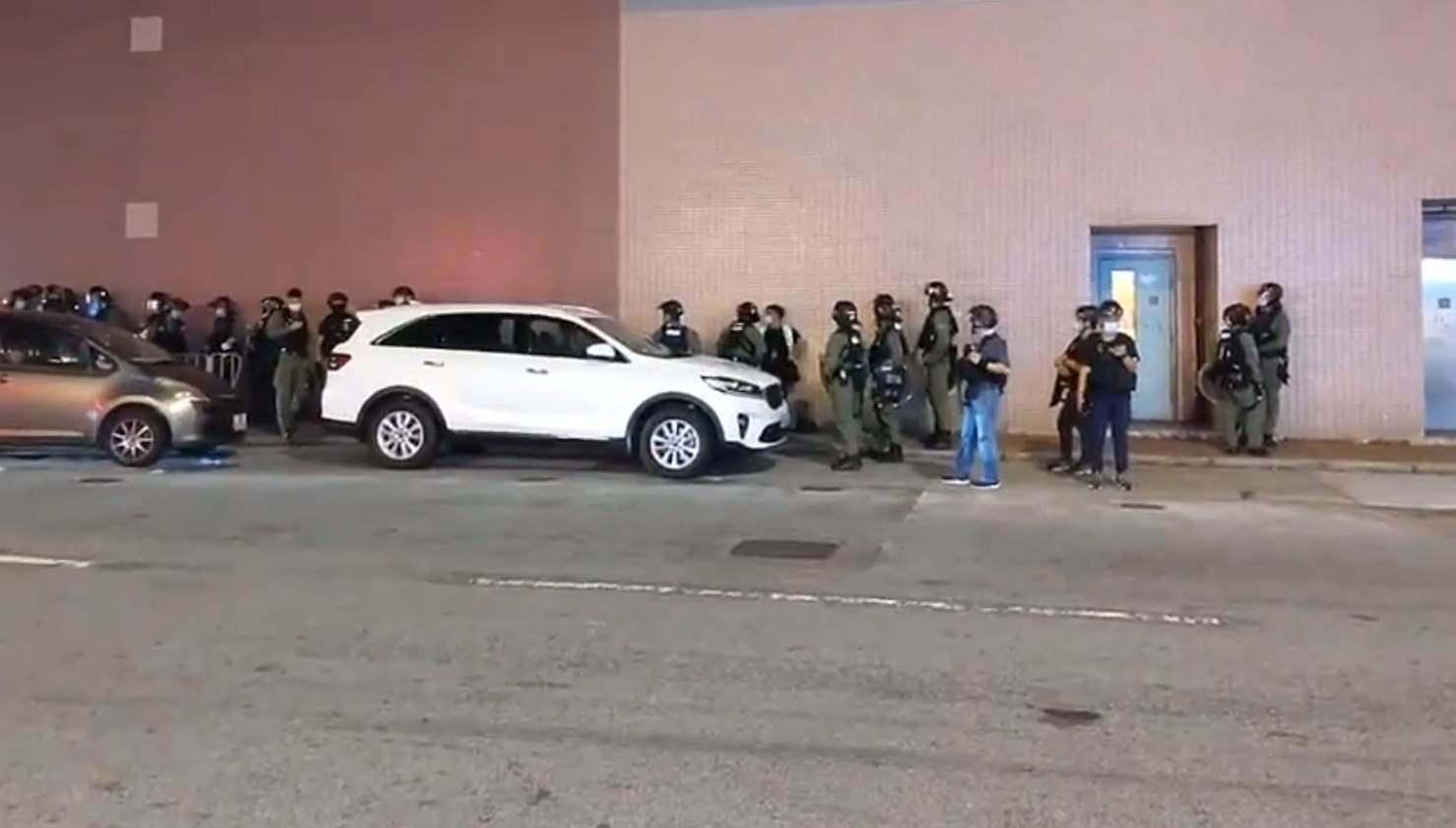
多名記者在鳳翔路被截查

## 被捕
警方表示有「滋事分子」在元朗一商場內集結，票控159人違反「限聚令」並拘捕7人，涉嫌阻礙警務人員執行職務、盜竊、違反宵禁令及欠交交通罰款被捕。其中被票控的30多人為身穿反光衣的人士。警方指穿上反光衣而隨便自稱記者，並非進行採訪工作和非受僱於任何傳媒機構，指他們進行的群組聚集則不會獲得禁聚令豁免。其中葵青區議會議員周偉雄因舉起「光復香港」紙牌，違反國安法並拘捕。民主黨立法會議員許智峯到凌晨獲無條件釋放。他批評警方濫捕，表明會保留對涉事警員私人檢控的權利。
1名17歲青年被警方截查，被查出第二次違反宵禁令。7月22日帶返西九龍裁判法院提堂，法庭最終下令撤銷被告擔保，被告須還押監房看管。
2021年4月23日，23名被告於屯門裁判法院提堂，包括一名科大記者，控方於庭上以證據不足為由，申請向所有被告撤控。
案件中，一名18歲女生被指在元朗舊墟路截查期間一直舉高手機拍攝，並拒絕讓警員搜身和一度大叫「非禮」，被控阻差辦公罪。2021年9月2日，屯門法院裁判官施祖堯指被告用手機拍攝警員不構成阻差辦公，不過被告面對警員截查時查問朋友住址時卻無法回答，認為是「絕對可疑」和已構成阻礙行為。加上警員四度要求被告放下雙手亦沒有配合下，認同是對警員構成不便和阻礙，因此裁定阻差辦公罪成。法官認為案情輕微，判處80小時社會服務令。

## 影響

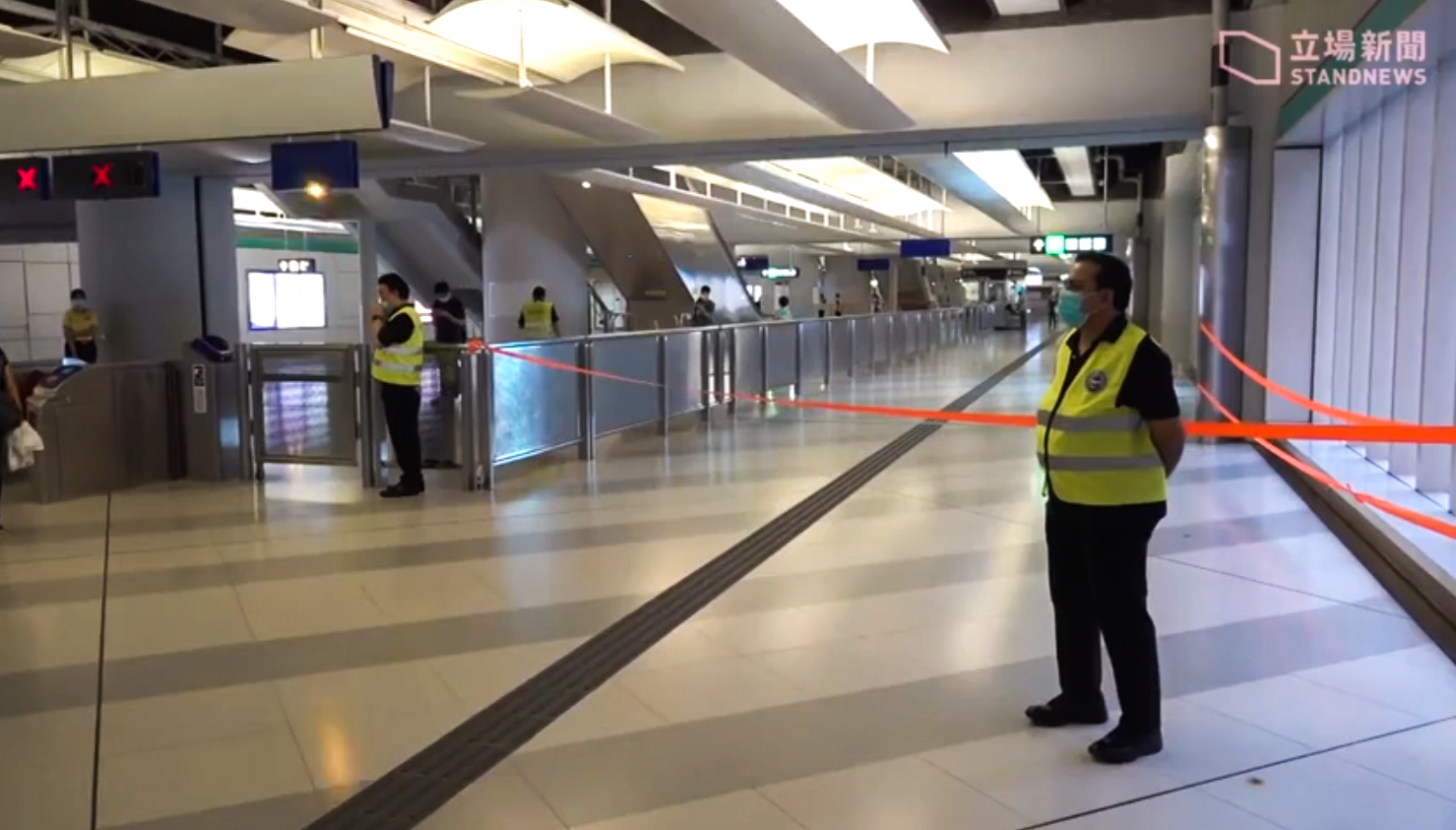
港鐵關閉元朗站部分通道

下午3時開始，港鐵暫時關閉元朗站A、B、H、J及K出入口，並封閉站內部分通道。警方在各出入口戒備和截查來往市民。

## 批評

#### 出動大批警力和濫用限聚令

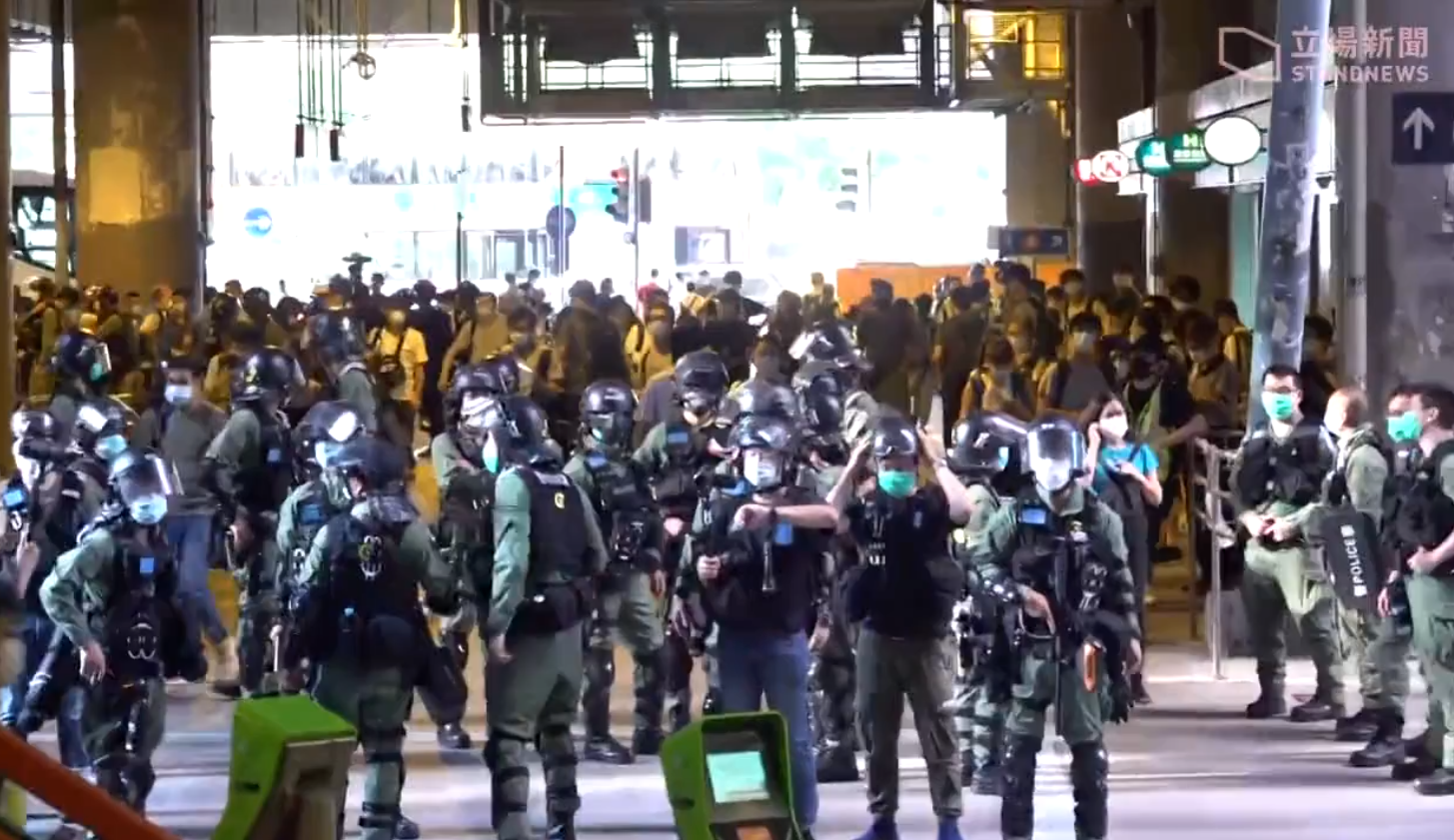
下午，逾200名警員在元朗站地面布防。引起外界批評警方在去年出動相同警力，就不會發生721事件

元朗區議會主席黃偉賢形容，去年721為「無警時份」，而今年元朗警區則有超過100名警力，指林卓廷沒有說話已經被100多名防暴警員包圍和發出違反限聚令的告票。區議員吳玉英批評警方「濫用限聚令」，向多名市民、記者及議員等發告票。職工盟主席吳敏兒質疑為何去年721事件發生期間，警署會落閘，但一年後的今日有大量警員在場。

#### 近距離直接向一位沒有裝備的男子頭部發射胡椒球槍
民主派初選候選人黃子悅昨晚在社交網站帖文中，指控警方疑在晚上11時，以「一個身位都無」的近距離直接向一位沒有裝備的男子頭部發射胡椒球槍，男子其後應聲倒地，唯事發突然，未有任何影片佐證。警方3小時後公開回應黃子悅，澄清絕無此事，斥其指控「煽動仇恨」，黃子悅凌晨再貼出聲稱為4名證人的描述，並指中槍者已出院並已聯絡大律師，今午將再到急症眼科求醫。

#### 打壓義務記者採訪自由

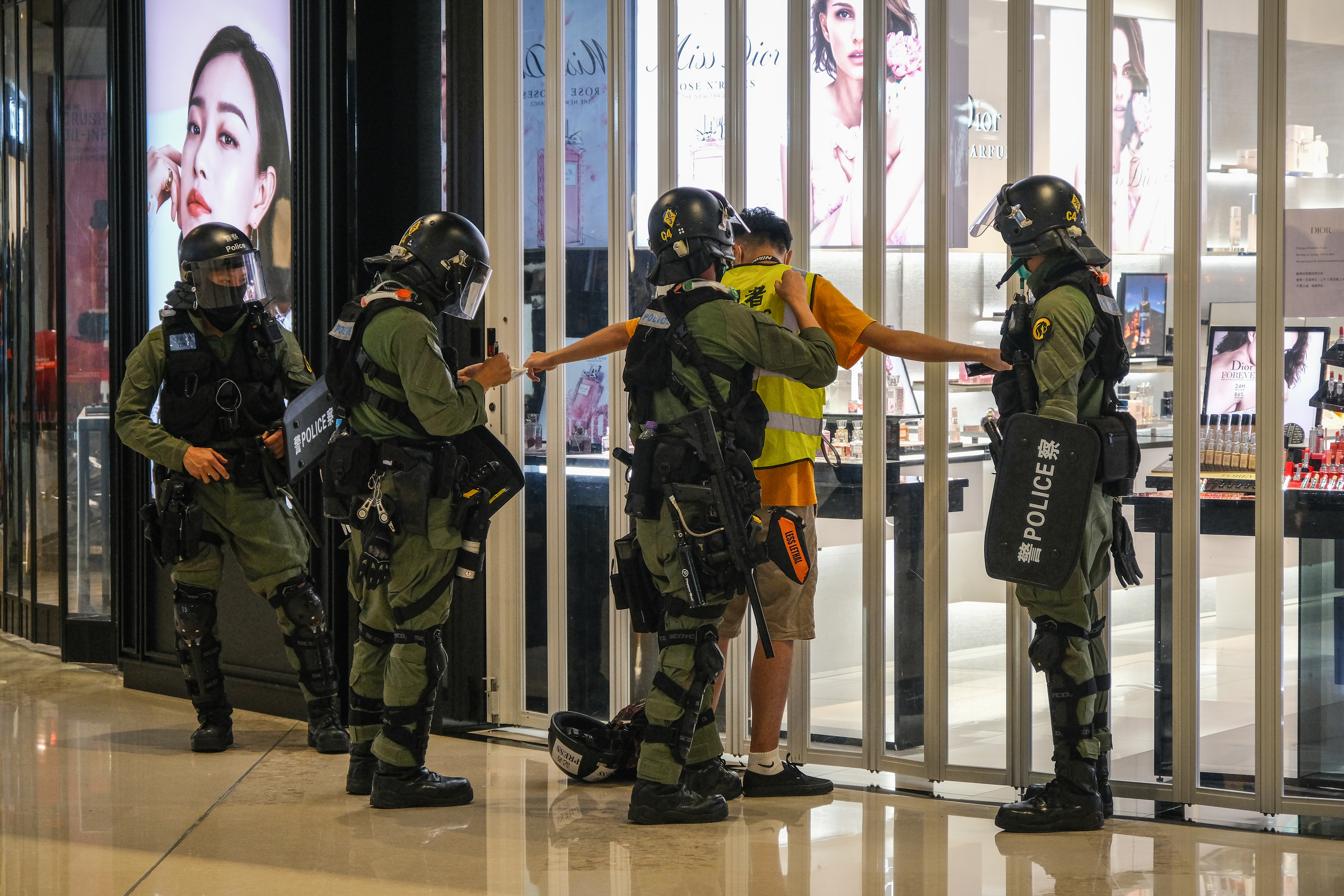
一名記者在YOHO MALL商場被搜身截查

警方在當日大規模截查和票控記者，當中不少為學生和網媒記者，以不受薪非工作、沒持有香港記者協會證件和商業登記證明為由，向多名網媒和學生媒體的記者發出違反限聚令告票。而警方更稱他們隨便自稱記者，實際上並非受僱於任何傳媒機構，也不是政府認可機構、同時非正在進行採訪工作的記者，並在現場進行群組聚集，因而發出傳票；其中《立場新聞》記者在5 鐘內被警員截查2次，警員更要求記者關掉攝錄機。
記協指目前法例無規定新聞工作者必須符合特定條件才承認為「記者」，指警方無權自行對『記者』的身份作出定義及進行篩選。要求警方停止濫用公權力，和阻礙記者採訪。浸大新聞系高級講師呂秉權認為，警方行動是違背新聞自由的原則，明顯打壓新聞自由。
7月23日，13間大專學媒發出聲明，強烈譴責警方是次行動，認為是對傳媒行業的不尊重，打壓香港的新聞及採訪自由。聲明也指學生媒體及記者不會因此而退縮，會有更堅定意志謹守崗位。